# Marie Bouffa
Marie Rachel Eudoxie Bouffa, née le 19 janvier 1882 à Comblain-au-Pont et morte le 1er février 1945 à Ravensbrück, est une membre de la résistance belge durant la Seconde Guerre mondiale. Elle est déportée et meurt à Ravensbrück. Elle nommée Juste parmi les Nations le 30 juillet 2008.

## Biographie

### Origine familiale
Marie Rachel Bouffa est née à Comblain-au-Pont le 19 janvier 1882. Elle la deuxième des neuf enfants de Nicolas Bouffa (1841-) et Clarisse Antoine (1859-).

### Activité
Elle exploite seule la maison d'hôtes « la Ferme de la Chapelle ».

### Résistance
Le 15 septembre 1942, Jean Bedy est envoyé par le commandement de l'Armée Secrète à La Reid avec la mission de mettre sur pied un groupe de résistance locale. Marie Rachel Bouffa est la première à en devenir membre, alors qu'elle a déjà 59 ans.
Marie Bouffa héberge temporairement différents résistants, les réfractaires au Service du travail obligatoire, des prisonniers évadés et des pilotes alliés abattus.
À partir d'août 1942, elle héberge, en plus, durant deux ans, dans la clandestinité, une famille juive de 7 personnes, les Sluchny, originaires d'Anvers. Lorsqu'elle est prévenue par un voisin que les Allemands sont en route pour une perquisition, la famille est temporairement hébergée dans le village voisin de Queue-du-Bois.
Marie Bouffa s'occupe aussi de la diffusion illégale de journaux clandestins, de la diffusion de messages et de cache d'armes et munitions.

### Arrestation et déportation
Le 17 février 1944, a lieu une seconde perquisition au cours de laquelle elle est arrêtée par la Gestapo. La famille Juive réussit à s'échapper.
Elle est déportée au camp de concentration de Ravensbrück où elle est exécutée, le 1er février 1945, en raison de son caractère rebelle, ou d'épuisement selon les sources.

## Hommages
Le nom de Marie Bouffa est gravé sur le monument aux morts de La Reid.
Le 30 juillet 2008, le mémorial de Yad Vashem, lui attribue le titre de Juste parmi les nations,.

## Pages connexes
- Résistance intérieure belge
- Juste parmi les Nations